# Gunter Buder
Gunter Buder (* im 20. Jahrhundert) ist ein ehemaliger deutscher Radrennfahrer und nationaler Meister im Radsport.

## Sportliche Laufbahn
Buder war im Bahnradsport und in der DDR aktiv. Er startete für den SC Dynamo Berlin. 1981 gewann Buder bei den Bahnradmeisterschaften der DDR den Meistertitel in der Mannschaftsverfolgung gemeinsam mit Gerald Buder, Ottmar Trittel und Bernd Dittert. 1982 wurde er Zweiter der Meisterschaft mit Bernd Dittert, Gerald Buder und Frank Siggelkow.

## Familiäres
Sein Bruder Gerald Buder war ebenfalls Radrennfahrer.